# Kloster Osterhofen

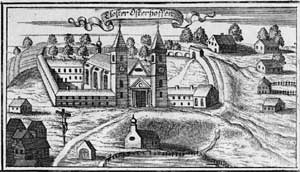
Stich des Klosters aus dem "Churbaierischen Atlas" des Anton Wilhelm Ertl aus dem Jahr 1687

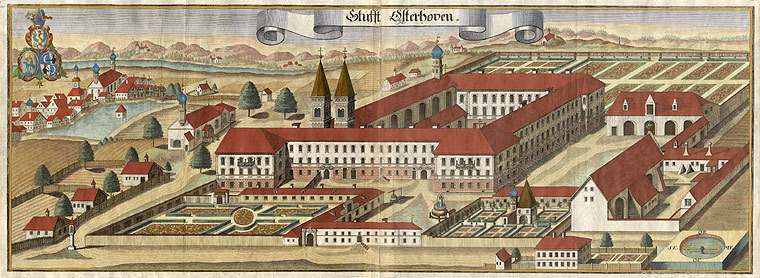
Kloster Osterhofen (Stich von Michael Wening, vor 1701)

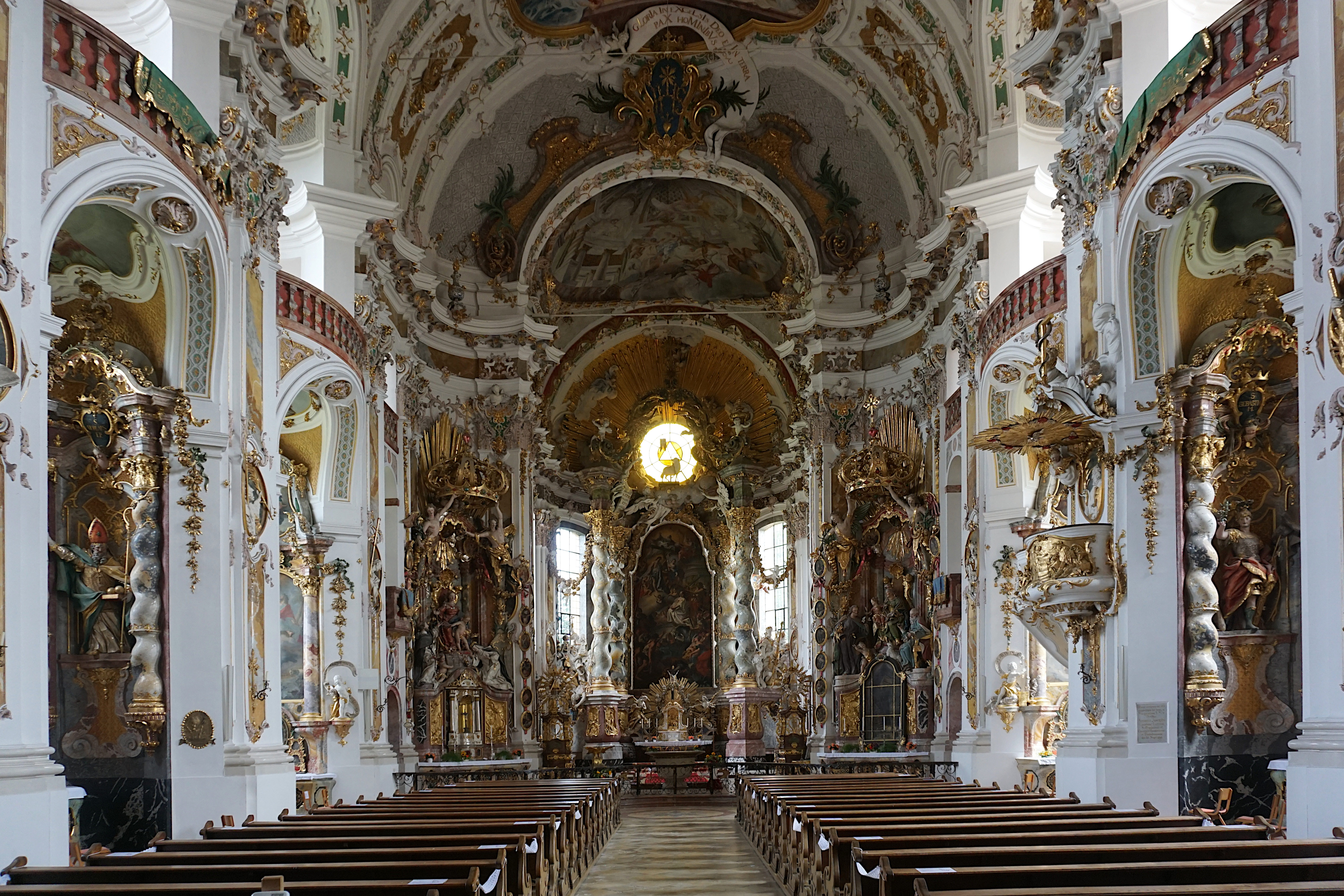
Im Innenraum der Klosterkirche Osterhofen

Das Kloster Osterhofen ist eine ehemalige Abtei des Prämonstratenserordens und heute Damenstift der Congregatio Jesu. Es liegt im Ortsteil Altenmarkt der Stadt Osterhofen in Bayern und gehört zum Bistum Passau. 

## Geschichte
Das St. Margareta geweihte Kloster war von 1004/09 bis 1138 Kollegiatstift. Ab 1138 wurde es in ein Kloster der Prämonstratenser umgewandelt und 1288 zur Abtei erhoben, der erste Abt war Ulrich von Hochheim. Die Zuordnung der Landstandschaft des Klosters war zwischen dem Hochstift Passau und dem Kurfürstentum Bayern umstritten. Osterhofen brannte 1701 ab. Kirche und Kloster wurden unter Abt Paulus Wieninger prunkvoll wieder aufgebaut. Im Österreichischen Erbfolgekrieg 1744 geplündert und zunehmend zahlungsunfähig, wurde das Kloster 1783 durch päpstlichen Erlass aufgelöst. Der letzte Abt Michael III. Liggleder erhielt lebenslanges Wohnrecht und eine Dotation von jährlich 600 Gulden. Das Kloster wurde durch die Kurfürsten-Witwe Maria Anna als Dotation dem neu gegründeten adeligen Damenstift in München übergeben.
Die von Johann Michael Fischer und den Asambrüdern Cosmas Damian und Egid Quirin gebaute, prunkvolle Asambasilika wurde 1818 Pfarrkirche. Die Gebäude verkaufte das Damenstift 1835 an den Staat. 1858 übernahmen sie Englische Fräulein. 1938 wurden Teile der Anlage abgerissen. Die Schwestern betrieben bis 2015 in den Klostergebäuden eine Mädchenrealschule und eine Fachschule für Hauswirtschaft und Sozialdienste.

## Liste der Äbte
- Richwinus (1138–1140)
- Truhemar (1140–1155)
- Engelschalk (1155–1180)
- Dietmar (1180–1181)
- Walther (1181–1195)
- Gerungus (1195–1227)
- Heinrich (1228–1237)
- Ulrich, Berthold
- Heinrich II. (1241–1254)
- Eberhard, Ulrich II., Hermann I.
- Albert I. (1256–1260)
- Konrad (um 1267), Albert II. (um 1284) und drei weitere
- Ulrich IV. (1288–1324)
- Ulrich V. (1324–1335)
- Hermann II. (1335–1348)
- Petrus I. (1349–1359)
- Wilhelm (1362–1367)
- Ruger (1367–1390)
- Andreas I. (1390–1405)
- Johann I. (1405)
- Johann II. Vötter (1405–1422)
- Ernest (1422)
- Andreas II. Kamp (1422–1429)
- Martin Wirsinger (1429–1437)
- Peter II. (1437–1447)
- Johann III. (1447–1461)
- Johann IV. Schiltl (1461–1483)
- Georg I. Hölzl (1484–1500)
- Johann V. Retzinger (1500–1504)
- Vitalis von Seyboldsdorf (1504–1508)
- Stephan Wiesinger/Wirsinger (1508–1544)
- Johann VI. Pock (1544–1547)
- Georg II. Schregl (1548–1555)
- Wolfgang Scharfnickl (1555–1557)
- Johann VII. Bitterle (Administrator ab 1558, Abt 1560–1579)
- Johann VIII. Wolf (Administrator ab 1579, Abt 1583–1593)
- Michael I. Vögele (1593–1604)
- Johann IX. Wöckhl (1604–1625)
- Georg III. Greiß (1625–1630)
- Christoph Dimpfle (1630–1672)
- Gottfried Molitor (1672–1675)
- Michael II. Steinmayer (1675–1701)
- Ferdinand Schöller (1701–1717)
- Joseph Mari (1717–1727)
- Paulus Wieniger (1727–1764)
- Michael III. (1765–1781)
- Bernhard (1781–1783)

## Die Klosterkirche

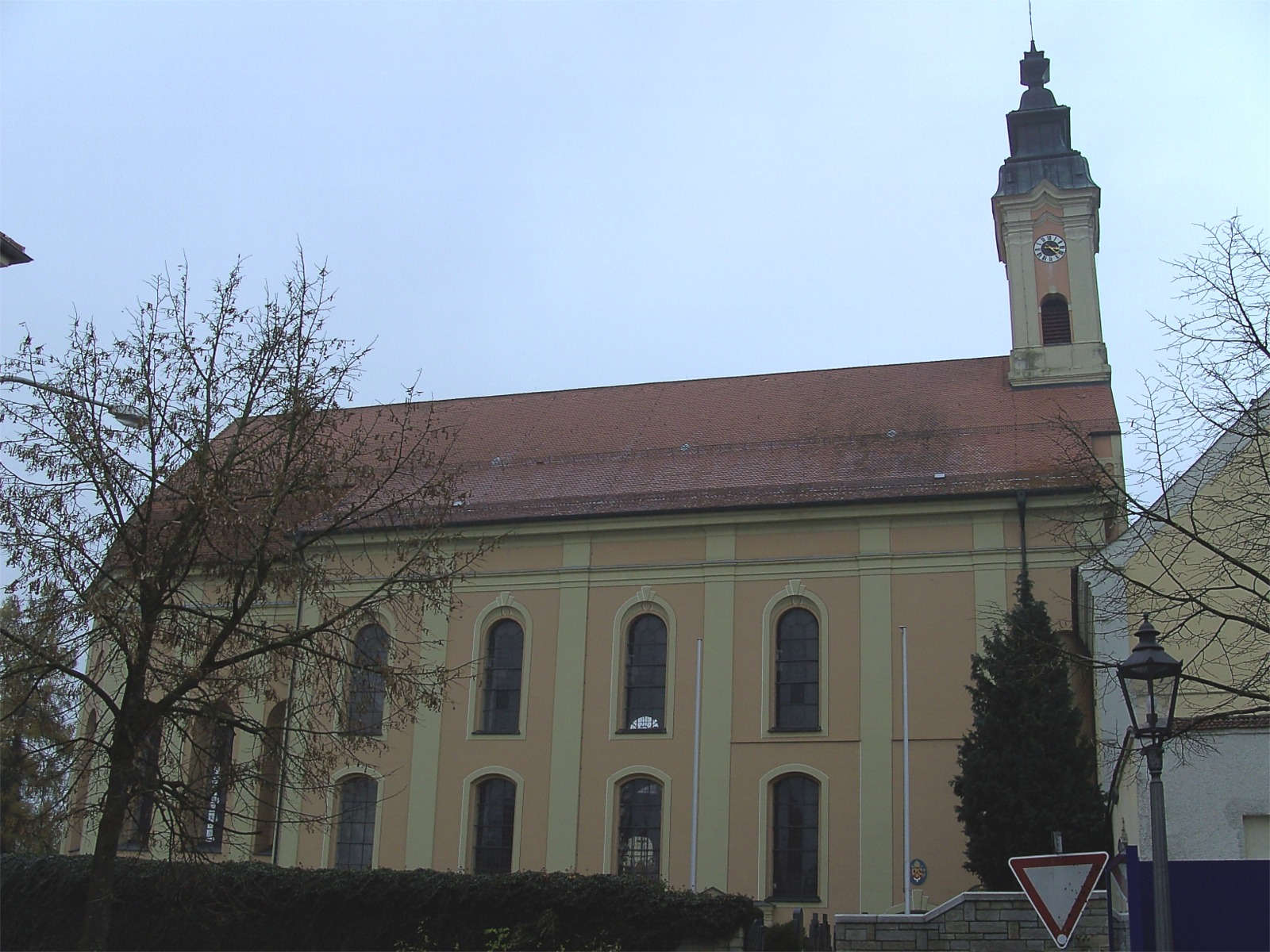
Die Asambasilika von Altenmarkt

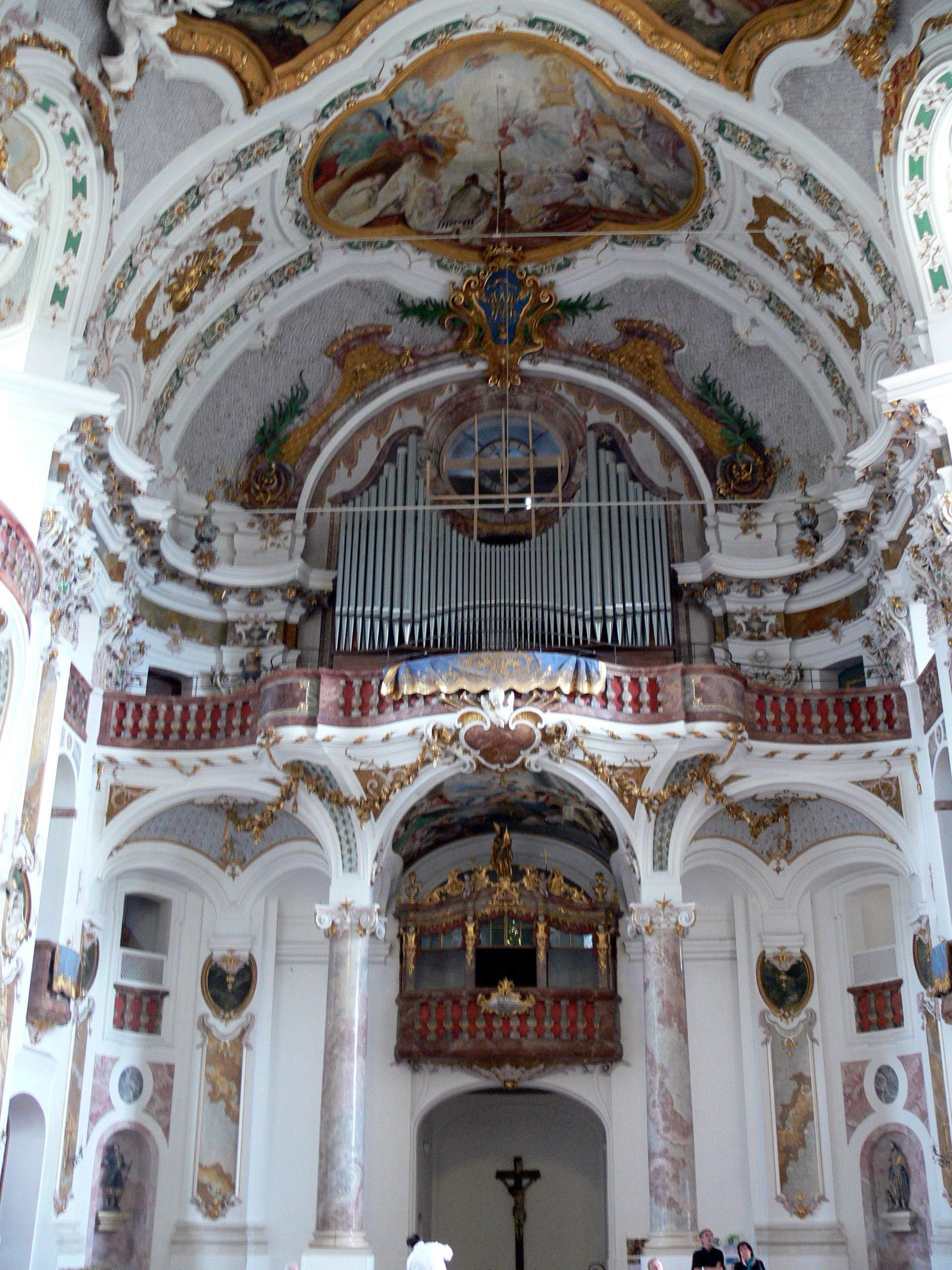
Orgelempore

1701 wurde die frühere gotische Kirche des Klosters durch Feuer beschädigt. Nach einem Einsturz von Gewölbeteilen und langen Verhandlungen wurde die baufällige alte Kirche mit Ausnahme des Chores abgetragen und ab 1726 durch den Münchner Baumeister Johann Michael Fischer wiedererbaut. Fischer lockerte den langen Rechteckbau in seinem Inneren durch zahlreiche Rundungen und Ovale auf. An die Stelle der Doppeltürme des Vorgängerbaues, deren Stümpfe in den Neubau einbezogen wurden, trat ein Dachreiter.
Egid Quirin Asam und Cosmas Damian Asam haben den Innenraum gestaltet. Wegen der üppigen Gestaltung im Inneren mit reichem Stuck gilt das Bauwerk als ein Meisterwerk spätbarocker Kirchenbaukunst. Das riesige Deckenfresko von 1732 zeigt Szenen aus dem Leben des Gründers der Prämonstratenser Norbert von Xanten. Unter dem Turm porträtierte der Maler Cosmas Damian Asam sich selbst als reumütigen Zöllner.
Der mächtige Hochaltar von Egid Quirin Asam ist eine der bedeutendsten Schöpfungen des bayerischen Barocks. Unübersehbar ist der Einfluss von Berninis Bronze-Baldachin im Petersdom, wo sich Asam bei einer Italienreise kurz zuvor aufgehalten hatte: Vier gedrehte Säulen tragen einen Baldachin mit dem Lamm Gottes als Bekrönung. Das überdimensionale Altarbild von Cosmas Damian Asam (datiert 1732) zeigt die Enthauptung der Kirchenpatronin Margareta.
Auch die beiden ersten Nebenaltäre von 1731 bis 1735 sind mit reichen figürlichen Darstellungen ausgestattet. Links reicht eine thronende Madonna den heiligen Dominikus und Katharina von Siena Rosenkränze, rechts versammelt sich die heilige Sippe um Mutter Anna. Die Seitenkapellenaltäre mit den heiligen Norbert und Nepomuk entstanden 1734/35, die Kanzel 1735.
Die Klosterkirche, auch als Asambasilika von Altenmarkt bezeichnet, wurde 1740 geweiht und 1983 zur päpstlichen Basilika (Basilika minor) erhoben. 
Am 1. März 2008 wurde durch den Orkan Emma die Kirchturmspitze zerstört und ins Dach der Basilika geschleudert. Der Turm wurde anschließend in seinem früheren Zustand wiederhergestellt.